# Dalkon Shield

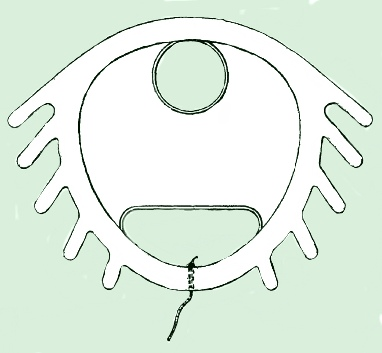
Zeichnung des Dalkon Shields

Der Dalkon Shield war ein Intrauterinpessar, welches in den 1970er Jahren sehr häufig angewendet wurde, jedoch später wegen schwerwiegender Infektionen vom Markt genommen werden musste.
Die Form des Dalkon Shields erinnerte an eine platte Wanze mit einem großen Auge und fünf Füßchen auf beiden Seiten. Zur Entfernung des Pessars wurde aufgrund seiner Form viel Kraft benötigt. Daher bestand der Rückholfaden aus einem verflochtenen Faserstrang statt einem monofilen Faden wie bei allen anderen Spiralen.
Dieser Rückholfaden war verantwortlich für häufige und oft dramatische Infektionen, da sich in dem geflochtenen Faden Bakterien einnisten und in die Gebärmutter wandern konnten.

## Geschichte
1970 kaufte die A.H. Robins Company den Dalkon Shield von der Dalkon Corporation. Die Dalkon Corporation hatte nur vier Anteilseigner, die Erfinder des Pessars, die Ärzte Hugh J. Davis, Irwin Lerner und Thad J. Earl, und deren Anwalt Robert Cohn. 1971 brachte Dalkon den Dalkon Shield in den USA und in Puerto Rico auf den Markt, begleitet von einer großen Marketingkampagne, obwohl zu diesem Zeitpunkt nur wenige und unzureichende Studien vorlagen. Auf dem Höhepunkt seiner Verbreitung wurde der Dalkon Shield von etwa 2,8 Millionen Frauen angewendet. Bis 1974 forderte der Dalkon Shield 17 Todesopfer.
Mit mehr als 300.000 Klagen von Anwenderinnen gegen die A.H. Robins Company war der Dalkon Shield, nach Asbest, der bisher größte Fall von Schadenersatzklagen.
Durch die Ereignisse war das Vertrauen der amerikanischen Frauen und Ärzte in Spiralen nachhaltig für Jahrzehnte geschädigt.